# Kabouters

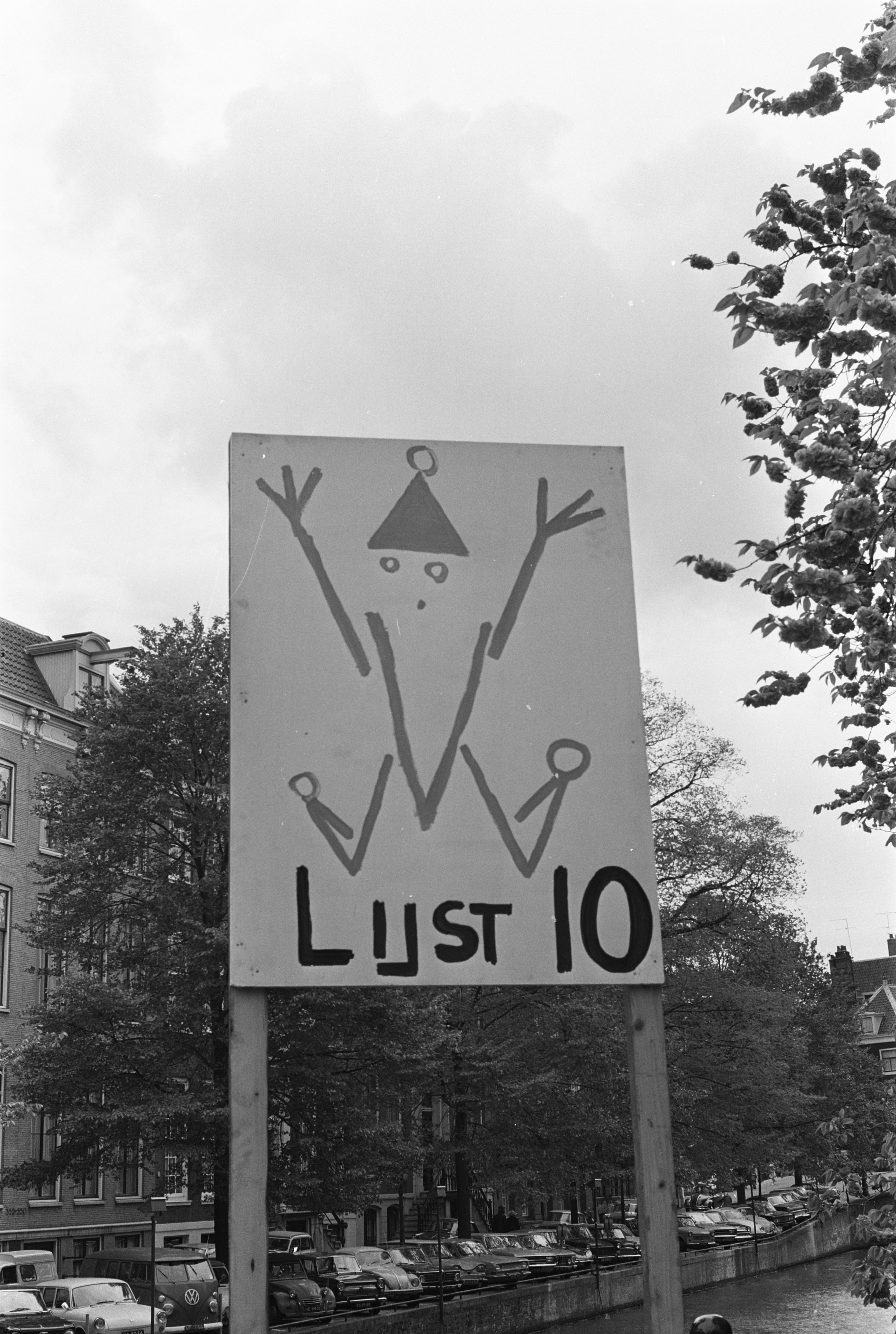
Affiche électorales pour les Kabouters en mai 1970 à Amsterdam.

Les Kabouters (dans la mythologie néerlandaise, un Kabouter est une créature comparable au gnome ou au lutin) formaient un parti anarchiste néerlandais actif de 1969 à 1974. Ce mouvement s'est organisé autour des anciens Provo Roel van Duijn (nl) et Robert Jasper Grootveld.
Aux élections municipales de juin 1970, ils obtinrent cinq sièges sur 45 au conseil municipal d'Amsterdam, deux à La Haye et à Leeuwarden, un à Arnhem, Alkmaar et Leyde. « Parmi leurs réalisations (partielles) : moins d'autos, le maire à vélo, les arbres monuments historiques ! Idées agitées : les squatts légalisés, réseau bio (fermes, magasins), autogestion progressive et comités de quartier.»

## Sources de la traduction
- (nl)/(en) Cet article est partiellement ou en totalité issu des articles intitulés en néerlandais « Kabouterbeweging » (voir la liste des auteurs) et en anglais « Kabouters » (voir la liste des auteurs).